# Ali Zitouni
Ali Zitouni (in arabo علي زيتوني‎?; Tunisi, 11 gennaio 1981) è un ex calciatore tunisino, di ruolo attaccante.

## Carriera
Zitouni iniziò la sua carriera calcistica nell'Espérance debuttando nel corso della stagione 1997-1998 e successivamente passò diverso tempo in prestito ad altre due squadre, l'Al-Ahli e il Troyes. Egli giocò nella nazionale di calcio della Tunisia, partecipò alla finale dei mondiali del 2002 e fece parte anche della squadra tunisina nei Giochi della XXVIII Olimpiade. Attualmente gioca per l'Antalyaspor nel Süper Lig turco.